# David Alegre
David Alegre Biosca, né le 6 septembre 1984 à Barcelone, est un joueur de hockey sur gazon espagnol. Il remporte la médaille d'argent aux Jeux olympiques d'été de 2008 à Pékin avec l'équipe d'Espagne. Son frère Ramón Alegre est également joueur de hockey sur gazon.

## Palmarès

### Jeux olympiques
- Jeux olympiques d'été de 2008 à Pékin
  -  Médaille d'argent.

### Championnat d'Europe
- Championnat d'Europe de 2005 à Leipzig
  -  Médaille d'or.
- Championnat d'Europe de 2007 à Manchester
  -  Médaille d'argent.